# Воллес (Південна Кароліна)
Воллес (англ. Wallace) — переписна місцевість (CDP) в США, в окрузі Марльборо штату Південна Кароліна. Населення — 843 особи (2020).

## Географія
Воллес розташований за координатами 34°43′23″ пн. ш. 79°50′25″ зх. д. / 34.72306° пн. ш. 79.84028° зх. д. (34.723143, -79.840277).  За даними Бюро перепису населення США в 2010 році переписна місцевість мала площу 17,33 км², з яких 17,01 км² — суходіл та 0,32 км² — водойми.

## Демографія
Згідно з переписом 2010 року, у переписній місцевості мешкали 892 особи в 362 домогосподарствах у складі 251 родини. Густота населення становила 51 особа/км².  Було 415 помешкань (24/км²).
Расовий склад населення:
| - 55,4 % — білих - 38,9 % — чорних або афроамериканців - 2,8 % — корінних американців |

До двох чи більше рас належало 2,5 %. Частка іспаномовних становила 1,1 % від усіх жителів.
За віковим діапазоном населення розподілялося таким чином: 22,5 % — особи молодші 18 років, 62,5 % — особи у віці 18—64 років, 15,0 % — особи у віці 65 років та старші. Медіана віку мешканця становила 42,1 року. На 100 осіб жіночої статі у переписній місцевості припадало 92,2 чоловіків;  на 100 жінок у віці від 18 років та старших — 86,8 чоловіків також старших 18 років.
Середній дохід на одне домашнє господарство  становив 39 943 долари США (медіана — 28 750), а середній дохід на одну сім'ю — 56 648 доларів (медіана — 62 731). За межею бідності перебувало 27,1 % осіб, у тому числі 43,5 % дітей у віці до 18 років та 40,0 % осіб у віці 65 років та старших.
Цивільне працевлаштоване населення становило 402 особи. Основні галузі зайнятості: освіта, охорона здоров'я та соціальна допомога — 31,6 %, виробництво — 21,4 %, роздрібна торгівля — 17,4 %.